# Anilide

Algemene structuurformule van een anilide.

Een anilide is een van aniline afgeleid amide, met aan het stikstofatoom van aniline een acylgroep gekoppeld. Vooral in de synthetisch-organische chemie wordt gebruikgemaakt van aniliden. Normaal gesproken is de benzeenring van aniline zeer gevoelig voor elektrofiele aromatische substitutie. Door de koppeling aan een acylgroep worden de elektronen van de aminogroep minder makkelijk door de ring gedelocaliseerd, waardoor de reactie over het algemeen langzamer verloopt. Bovendien wordt door sterische hindering een reactie op de ortho-posities moeilijker, waardoor substituenten voornamelijk op de para-positie reageren.
Klassiek is, uitgaande van aniline, de synthese van 4-broomaniline: aniline wordt beschermd door reactie met azijnzuuranhydride, waarbij acetanilide gemaakt wordt. Dit intermediair wordt gebromeerd met dibroom tot 4-broomacetanilide, waarna de acetylgroep door koken met natronloog verwijderd wordt en 4-broomaniline ontstaat. Jarenlang is deze synthese didactisch gebruikt om praktische vaardigheid op te doen met organische syntheses en bovendien het principe van beschermende groep te illustreren. Sinds vaststaat dat aniline en gehalogeneerde aromatische verbindingen carcinogeen zijn en deze laatsten ook moeilijk in het milieu worden afgebroken, worden aniliden minder voor puur didactische doelen gebruikt.